# Georges Dupont (Leichtathlet)
Georges Henri Dupont (* 14. Mai 1903 in Annemasse; † 5. April 1983 in Annecy) war ein französischer Sprinter, der sich auf den 400-Meter-Lauf spezialisiert hatte.
Bei den Olympischen Spielen 1928 in Amsterdam wurde er Sechster in der 4-mal-400-Meter-Staffel und erreichte über 400 m das Viertelfinale.
Seine persönliche Bestzeit von 49,4 s stellte er 1928 auf.